# تیپ ۲۲۱ پیاده مراغه
تیپ ۲۲۱ پیاده مراغه یا تیپ ۲۲۱ متحرک هجومی از تیپ‌های پیاده‌نظام نیروی زمینی ارتش جمهوری اسلامی ایران و زیرمجموعه لشکر ۲۱ پیاده آذربایجان است، که پادگان و ستاد فرماندهی آن در شهر مراغه، استان آذربایجان شرقی مستقر می‌باشد. تیپ ۲۲۱ پیاده مراغه در خلال جنگ ایران و عراق، از یگان‌های عمل‌کننده ارتش جمهوری اسلامی ایران و تحت امر لشکر ۲۱ پیاده آذربایجان بود و در عملیات بیت‌المقدس و عملیات طریق‌القدس شرکت داشت. هم‌اکنون سرهنگ محسن عباس‌زاده فرماندهی تیپ ۲۲۱ پیاده مراغه را برعهده دارد.